# 군사혁명평의회
군사혁명평의회(러시아어: Военно-революционный Совет; VRS)는 마흐노우슈치나(우크라이나 아나키스트 공동체)의 사실상의 행정부로서, 입법부 비슷한 최고기구인 농민노동자반군지역대회의 회기 사이에 수립되어 집행력을 수행했다.:27:87
VRS는 지역의 군사 및 민사 문제를 모두 도맡았으나, 언제라도 지역대회의 의지에 따라 즉각적으로 소환될 수 있었으며, 그 활동 내용은 지역대회에서 명시한 것으로 제한되었다. 매 지역대회마다 VRS는 지난 기간 중의 활동에 대한 상세한 보고서를 제출하고, 해산 후 재조직되었다.:112 VRS는 각 지역별 평의회들의 결정에 관여할 때도 어디까지나 권한이 없는 자문기구로서 스스로를 위치시켰다.:333
한편, VRS는 우크라이나 혁명반역군(흑군)의 사실상 최고기구로서 기능했으며, 선출된 총참모단과 협조하여 예하 부대들과 협의함으로써:314 군사에 대한 문민의 우위를 관철하고자 했다.:27 VRS는 마흐노파 참모들의 일방적 결정들(예컨대 붙잡힌 적군 요원들의 처형 같은 것) 때문에 그들과 충돌하는 경우도 있었다. 이러한 충돌 때문에 VRS는 “행정, 경제, 재정 문제”에 집중하고 흑군은 “군무”에 집중하자는 요항을 재확인하는 합의가 이루어지기도 했다.:51-52

## 역사

### 제1기 평의회 (1919년 2월 - 1919년 6월)
1919년 2월 12일, 제2차 지역대회에서 대회 회기 사이의 임시 집행부로서 제1기 VRS를 선출했다.:27:87 제1기 VRS는 예카테리노슬라프현과 타브리다현의 32개 구(區)를 대표하는 32인으로 구성되었다. 주석은 이반 체르녹니즈니, 부주석은 레오니트 코간, 서기장은 카르베트였다.:94-95
볼셰비키는 VRS의 구성에 반대했고, 레프 카메네프가 훌리아이폴레로 직접 와서 해산을 요구했다. 네스토르 마흐노는 VRS는 지역대회의 결의를 통해서만 해산될 수 있다며 카메네프의 요구를 거부했다.:54-55:100
흑군과 노농적군 사이의 긴장이 고조되기 시작하자, VRS는 6월 15일에 지역대회를 소집할 것을 요청했다.:60 그러나 그보다 앞서 6월 11일 적군이 디브리프카를 함락시키고 VRS 평의원들이 체카에게 붙잡혀 처형당하면서 지역대회는 소집되지 못했다.:62

### 제2기 평의회 (1919년 8월 - 1919년 10월)
이후 마흐노를 따르는 흑군과 니키포르 흐리호리프의 녹군 사이에 협상이 이루어지면서 VRS 재건이 시도되었다. 흐리호리프가 통합군의 총사령관이 되는 대신 VRS를 상급기관으로 두기로 했고, 네스토르 마흐노가 VRS 주석, 흐리호리 마흐노가 참모장을 맡기로 했다. 그러나 협상이 끝나기도 전에 흐리호리프는 마흐노파에게 암살당했다.:41 제2기 VRS는 우만으로 후퇴하면서 재건되었고, 그 활동은 주로 우크라이나 국민주의 지도자 시몬 페틀류라에 대한 비난:113을 비롯한 선전작업에 국한되었다.:111

### 제3기 평의회 (1919년 10월 - 1920년 1월)
1919년 9월 1일, 흑군은 백군에 대항하는 유격전을 펼치기 위한 군대를 신속히 동원하기 위해 군대를 재편성해야 한다며 회의를 소집했다. 선출된 제3기 VRS의 평의원은 30명이었고,:70-71 네스토르 마흐노의 주장으로 프셰볼로트 아이헨바움이 주석으로 선출되었다.:277-279
제3기 VRS가 구성된 시점은 마흐노우슈치나의 실효지배 영토가 최대에 달한 때였으나, 우크라이나의 군사적 정치적 상황은 여전히 유동적이었다. 제3기 VRS는 다양한 경제적 사회적 조치들을 시행했다.:111 VRS는 점령한 도시와 촌락에서 표현과 결사의 완전한 자유가 확장될 것이라고 발표했고,:168 은행들에서 자금을 압류하고 인민들에게 재분배하는 것을 감독했다. 특히 예카테리노슬라프현의 보육소와 병원에 돌아가는 보급에 관심을 기울였다.:157-158 또한 각지의 민중들에게 현지의 업무를 통제할 자치회의를 소집할 것을 호소했고, VRS는 순수하게 군사적인 기능만 수행하겠다고 물러났다.:158
제3기 VRS는 마흐노파의 공식 기관지인 『자유로 가는 길』을 편집했고, 『우크라이나 혁명반역군 기획선언』를 발표했다.:111-112 이 선언문은 자유지상주의적 공산주의 세상으로 가는 “전환기”의 기저로서 “자유평의회”의 역할을 상세히 기술했다.:332-333 VRS는 “자유평의회”가 최종적으로 “전우크라이나 노동대회”로 이어져서 우크라이나 노동자들의 완전한 자결이 이루어질 것이라고 전망했다. 그들은 자신들이 주장하는 “사회적 독립”을 우크라이나 국민주의자들이 추구하는 “국가의 독립”과 대비하면서, 우크라이나 뿐 아니라 모든 노동인민은 ‘독립국가’로서가 아니라 ‘독립 노동자’로서 자결할 권리가 있다고 선언했다.:169

### 최후의 평의회 (1920년 6월 - 1920년 12월)
1920년 1월 니코폴이 함락된 뒤, 군사혁명평의회는 해산되고 혁명반역평의회가 그 자리를 대신했다. 이 새로운 평의회는 흑군에서 직접 선출한 7명의 평의원으로 구성되었고, 드미트리 포포프가 서기장으로 선출되었다.:111:316
1920년 7월과 8월, 제4기 평의회는 적군에 휴전과 동맹을 제안하려 했으나 답을 받지 못했고, 그 사이 마흐노우슈치나 영토는 거의 대부분 백군에게 넘어갔다.:107 9월 30일 다시 휴전을 요구하여 이번에는 볼셰비키와 마흐노파 사이에 합의가 이루어졌다.:110 그러나 12월에 포포프 등 평의원들이 적군에게 암살당하면서 아나키스트 군사평의회는 최종적으로 붕괴되었다.:237-239